# Neilson Powless
Neilson Powless (født 3. september 1996 i Roseville) er en professionel cykelrytter fra USA, der er på kontrakt hos EF Education-EasyPost.
Som 19-årig kørte han for Axeon-Hagens Berman, og fik i 2016 sit gennembrud på landevej, da han vandt en etape i Tour de l'Avenir, blev nr. ni i  Tour of California. Dette gav efterfølgende en kontrakt med World Tour-holdet Team LottoNL-Jumbo.
Fra januar 2020 skiftede han til det amerikanske hold EF Pro Cycling på en to-årig kontrakt.
Da Powless deltog ved Tour de France 2020, blev han den første indfødte amerikaner der kørte det franske etapeløb.